# Château Labottière
Le château Labottière, appelé aussi hôtel Labottière, ou maison Tivoli, est un hôtel particulier du XVIIIe siècle situé à Bordeaux, au no 29 rue Labottière. Il est réalisé en 1773 pour les frères Jacques et Antoine Labottière, par les architectes Laclotte. Il abrite aujourd'hui l'Institut culturel Bernard Magrez.
Le château Labottière ne doit pas être confondu avec le Petit hôtel Labottière, considéré comme le petit frère du château, et qui a été construit près du Jardin public par François Lhote, pour un autre Labottière, Étienne, oncle de Jacques et Antoine.

## Histoire
Le château Labottière a été construit de 1770 à 1773 par les architectes Étienne et Jacques Laclotte, pour Jacques et Antoine Labottière. Ces deux frères, imprimeurs et éditeurs bordelais du XVIIIe siècle, tenaient boutique Place du Palais de l’Ombrière et possédaient un petit vignoble dans la campagne bordelaise. Les frères Labottière seront ruinés par la Révolution en 1790[réf. souhaitée]. Après la mort d'Antoine Labottière en 1794, son frère Jacques vend le domaine, la maison, la librairie et l’imprimerie l’année suivante[réf. souhaitée].
Sous le Directoire, la demeure est acquise par M. Boers, un Hollandais qui la loue à M. Lannefranque, entrepreneur de spectacles, qui ouvre en ces lieux un établissement de plaisir au nom de Maison Tivoli. L’historien de l’art Philippe Maffre évoque ensuite la présence d’un établissement de danse nommé « Fêtes champêtres, A Idalie » ouvert par M. Labille en 1803, où des fêtes étaient organisées par l'architecte Dufort-Marionneau[réf. nécessaire].
Le Château Labottière appartiendra un temps à Antoine Gautier, maire de Bordeaux de 1849 à 1863, avant d’être vendu en 1857 à la Compagnie de Jésus qui firent bâtir dans les dépendances du domaine le collège Saint-Joseph de Tivoli[réf. souhaitée]. En 1904, un incendie mène les jésuites à déménager sur le terrain qu’ils occupent toujours aujourd’hui avenue d’Eysines. À cette époque, la municipalité envisage d’installer au sein du château Labottière un Musée des Arts décoratifs, mais en 1911 ce dessein semble être abandonné au profit de l'hôtel de Lalande. L’hôtel et le jardin paraissent inoccupés voire abandonnés jusqu'en 1918 où il est acquis par Janine Lozes qui s’y installe avec l’architecte Pierre Ferret jusqu’en 1931. Durant ces Années folles, tous deux mènent une grande vie et organisent de nombreuses fêtes et soirées à l’hôtel Labottière. Pierre Ferret entreprend également des travaux à cette époque, soucieux de respecter l’esprit néoclassique de la construction. Par ailleurs en 1920, à la demande de l’entrepreneur Marcel Despax, Pierre Ferret est l’auteur d’un hôtel particulier au 41 rue Durieu de Maisonneuve, au dos du Château, sur une parcelle qui appartenait autrefois au jardin Labottière[réf. souhaitée].
En juin 1940, le gouvernement français se replie à Bordeaux. Le château est réquisitionné pour abriter le lycée Longchamp (aujourd’hui lycée Montesquieu), ce dernier étant occupé par le Ministère des affaires étrangères de Paul Baudouin.
Racheté au groupe Suez en 1996, par l'homme d'affaires et mécène Bernard Magrez, le château a été restauré au printemps 2011 pour y accueillir l’Institut Culturel Bernard Magrez, ses artistes en résidence et ses expositions d’art moderne et contemporain. Il s'est notamment spécialisé dans le Street-art.

## Architecture

### Extérieur
De forme rectangulaire, l'hôtel présente un rez-de-chaussée et un étage. Il est couronné par un grand entablement au-dessus duquel court une corniche sur modillons, surmontée d'une balustrade. Un deuxième étage existe, dissimulé derrière la balustrade. La travée centrale forme un avant-corps couronné par un fronton triangulaire dont le tympan est occupé par deux figures d'enfants déroulant une toile ornée d'un dessin. La façade opposée présente un avant-corps en demi-cercle.

À droite de l'hôtel se trouvent les communs. La grille d'honneur et les petits pavillons qui la flanquent, sont modernes. À l'extérieur subsiste un jardin à la française.

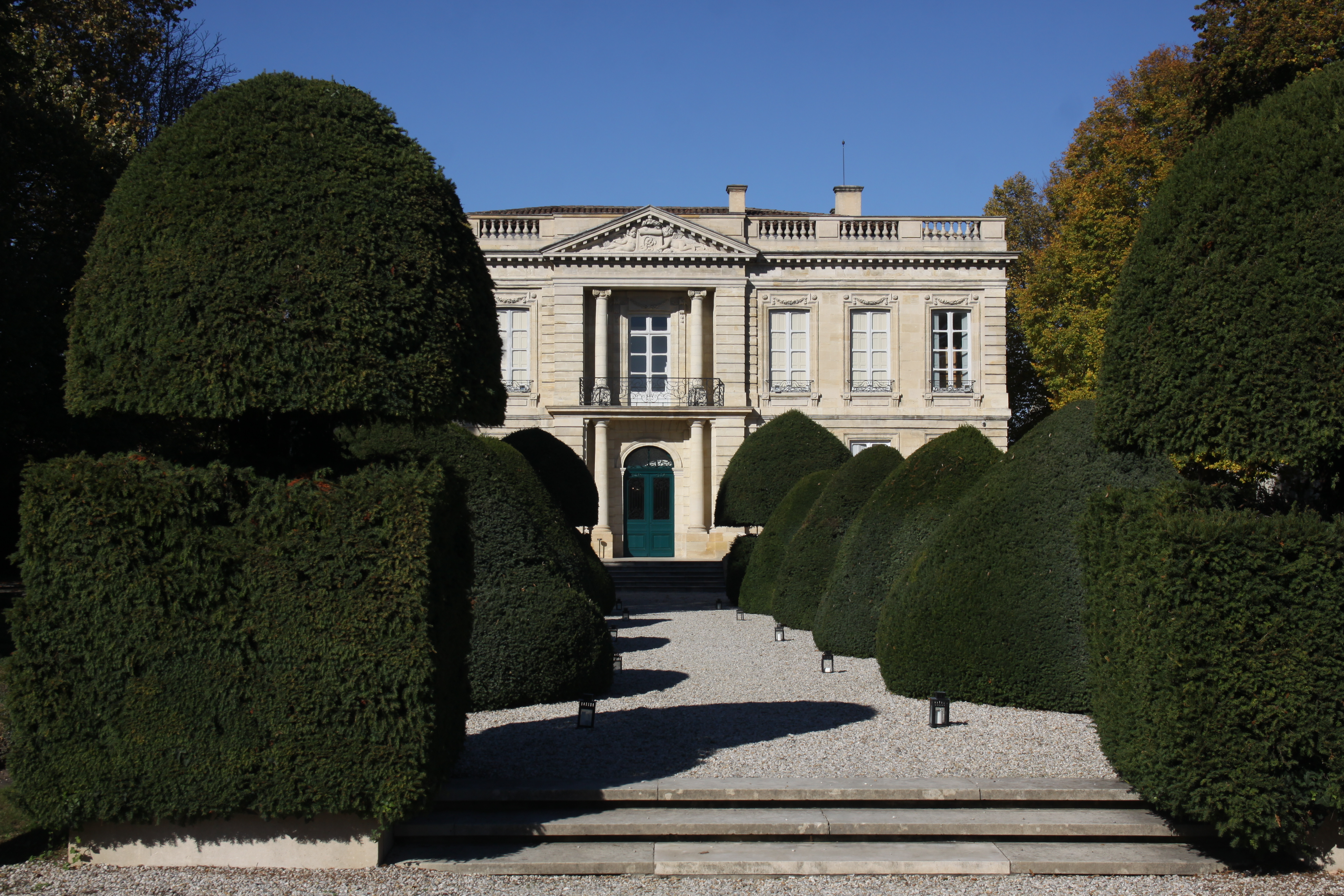
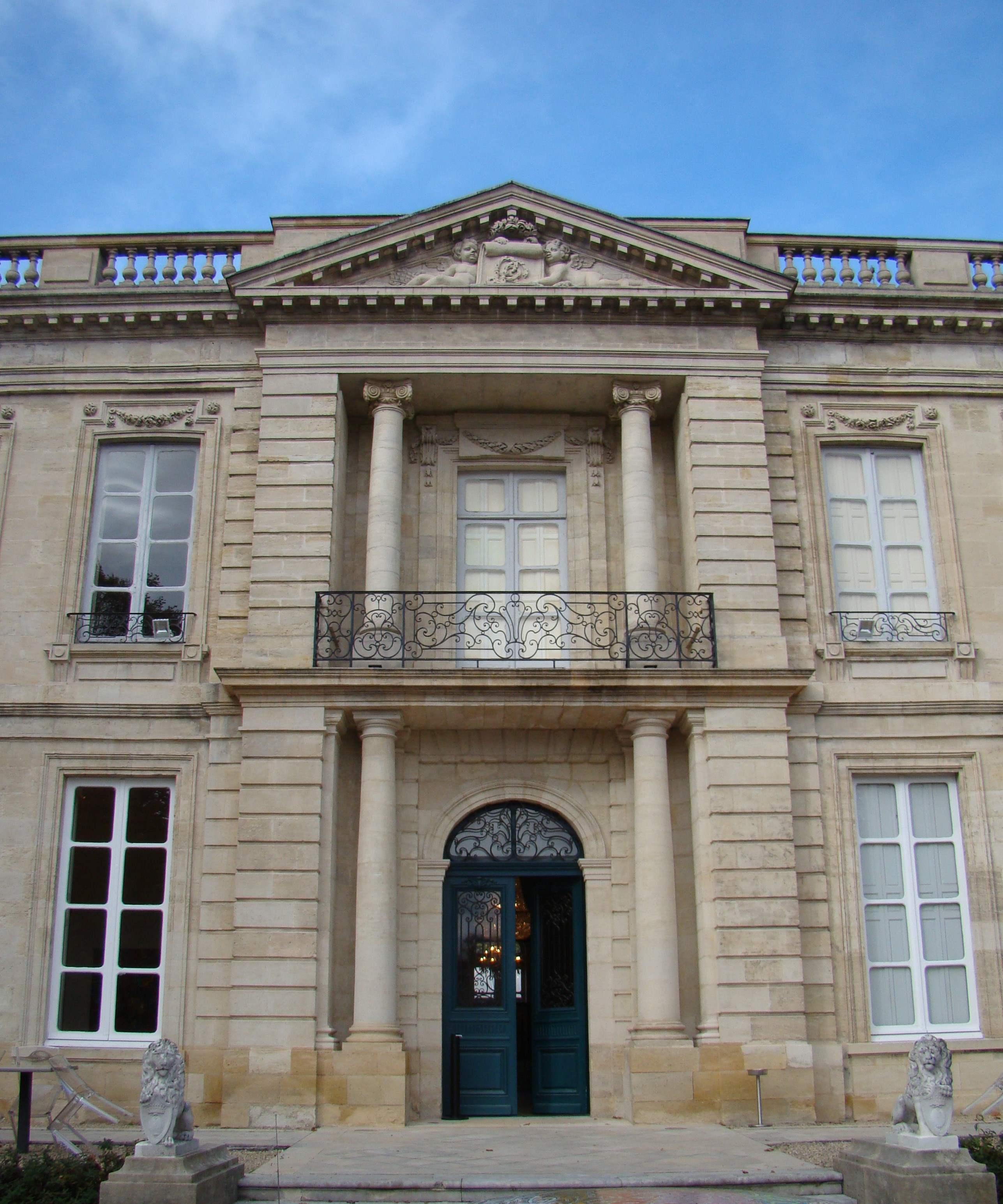
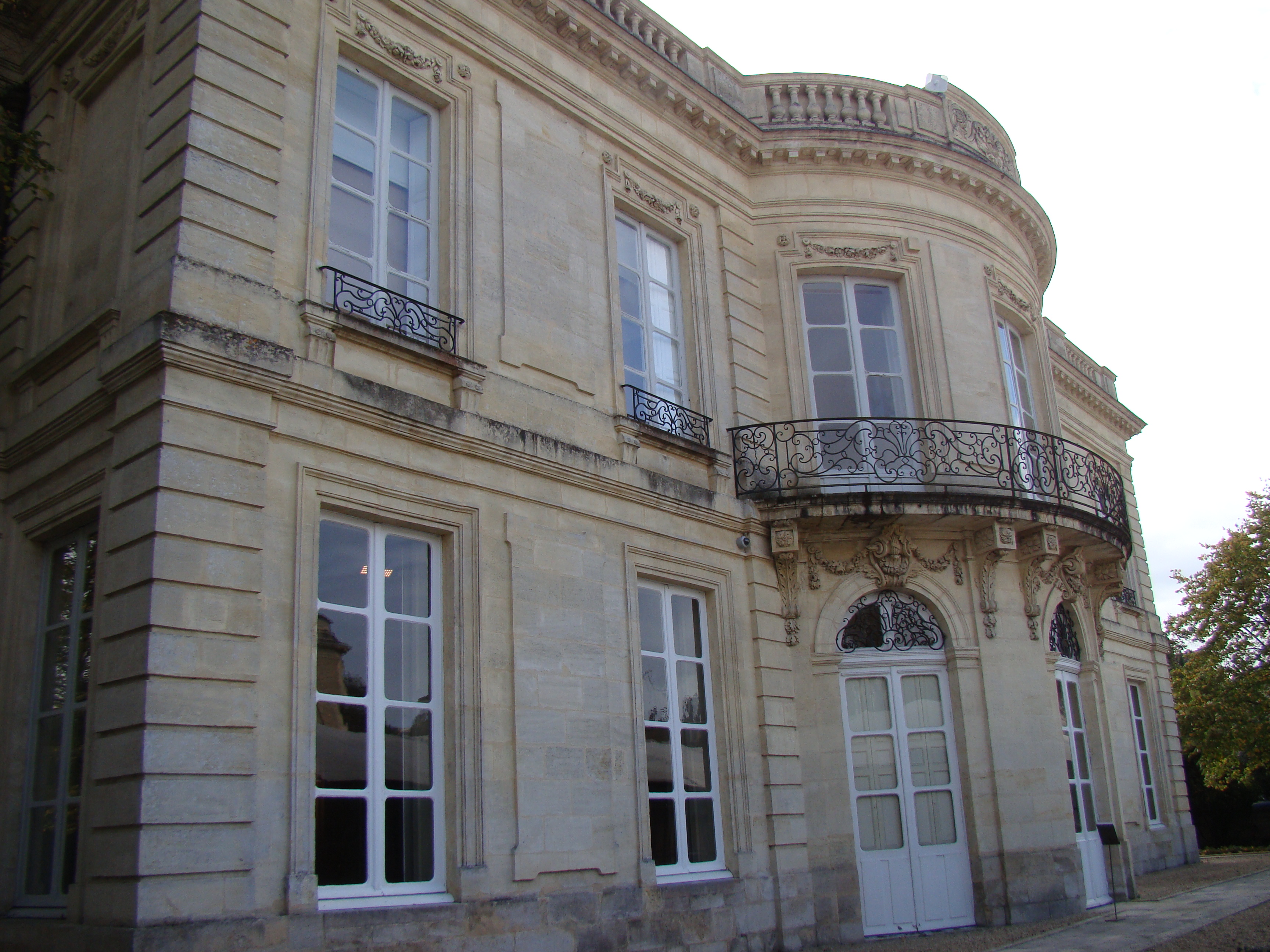
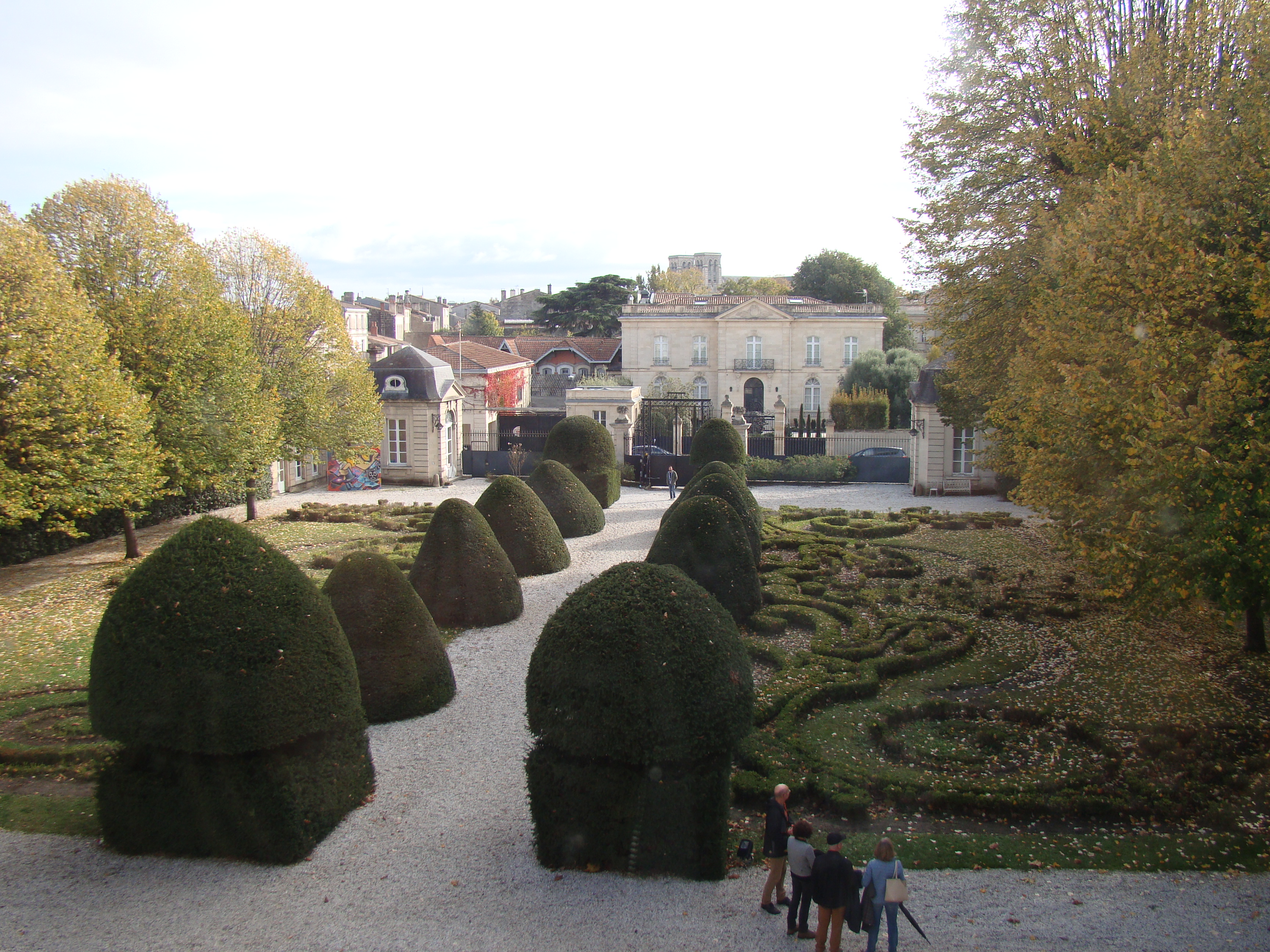

### Intérieur
L'intérieur conserve un décor en staff de style Louis XVI qui a remplacé les anciennes boiseries, vendues.

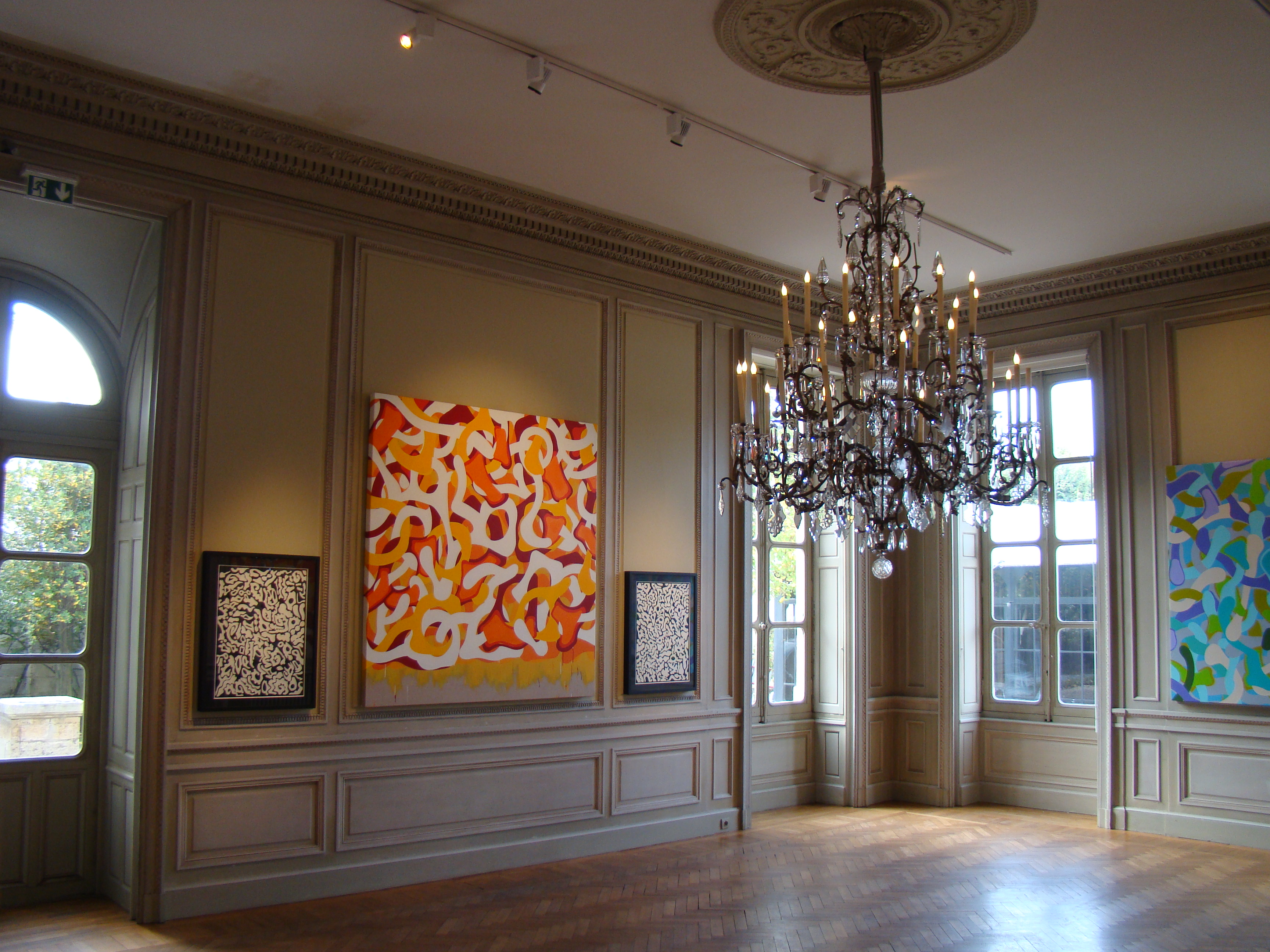
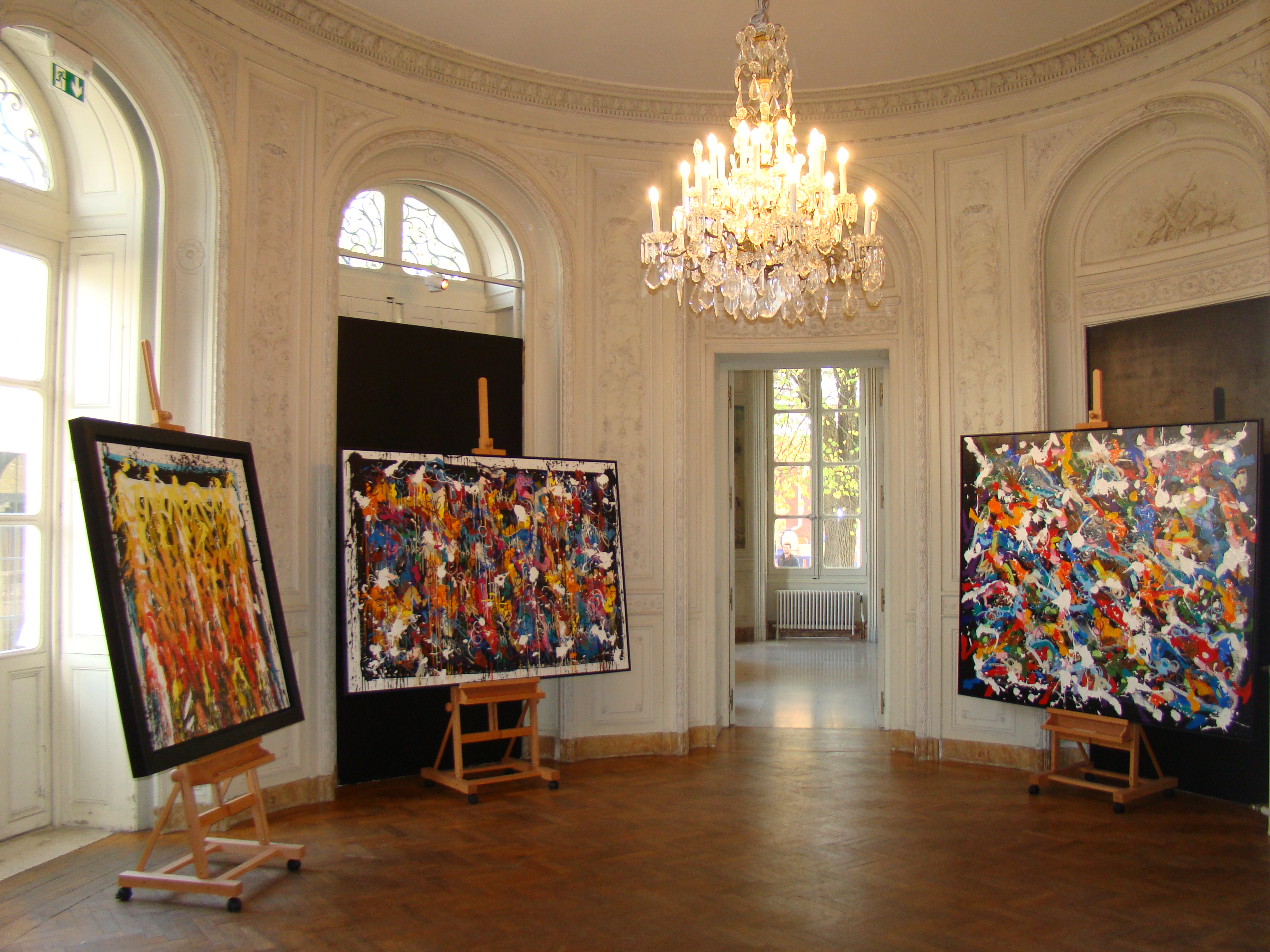
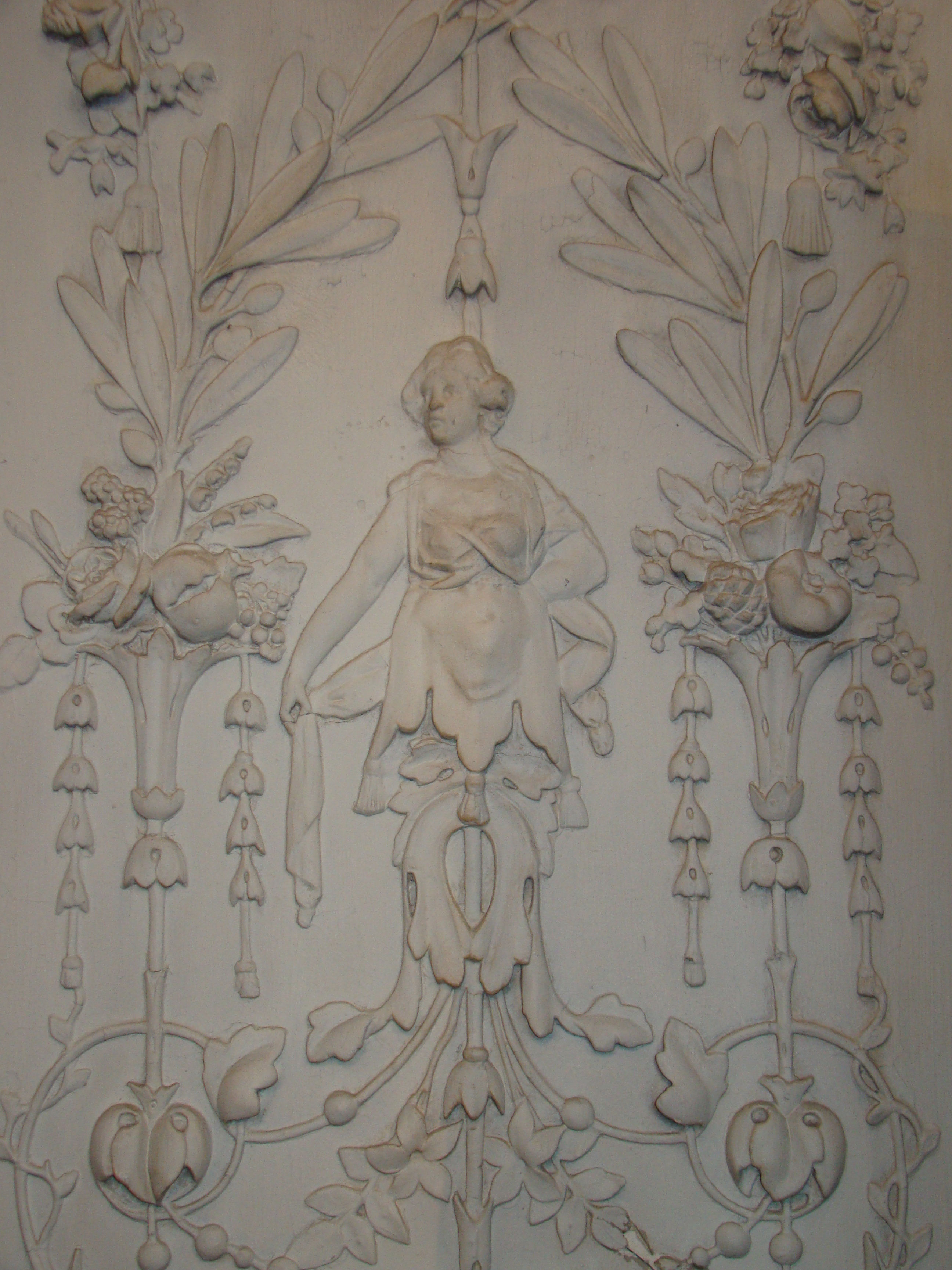
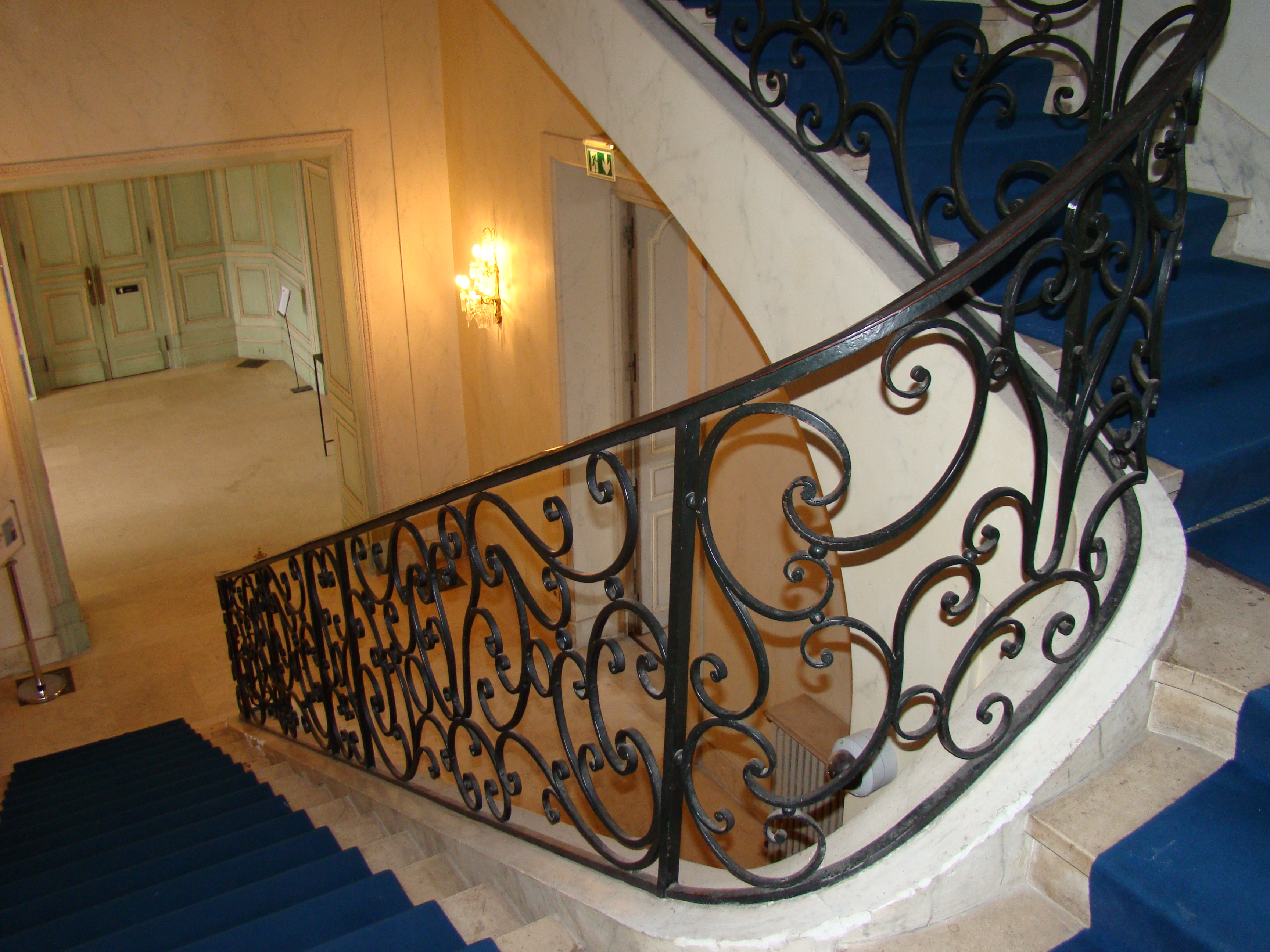

## Éléments protégés
L'hôtel a été inscrit aux Monuments historiques en 1935, ses façades, ses toitures et son jardin sont classées en 1938.

## Répliques

### Le château Carthon-Ferrières
A Gradignan, rue Gutenberg, se trouve le château Carthon-Ferrières, construit au XIXe siècle. Pastiche de l'architecture néo-classique du XVIIIe siècle, il s'inspire directement du château Labottière.

### La Duke House
Le style néoclassique du château Labottière s'est exporté outre-atlantique. En plein cœur de l'Upper East Side, à New York, il existe une réplique quasi exacte du château, la James Duke House. Cette copie est commandée en 1912 par un magnat du tabac, James Buchanan Duke, et réalisée par l'architecte afro-américain Julian Francis Abele (en).

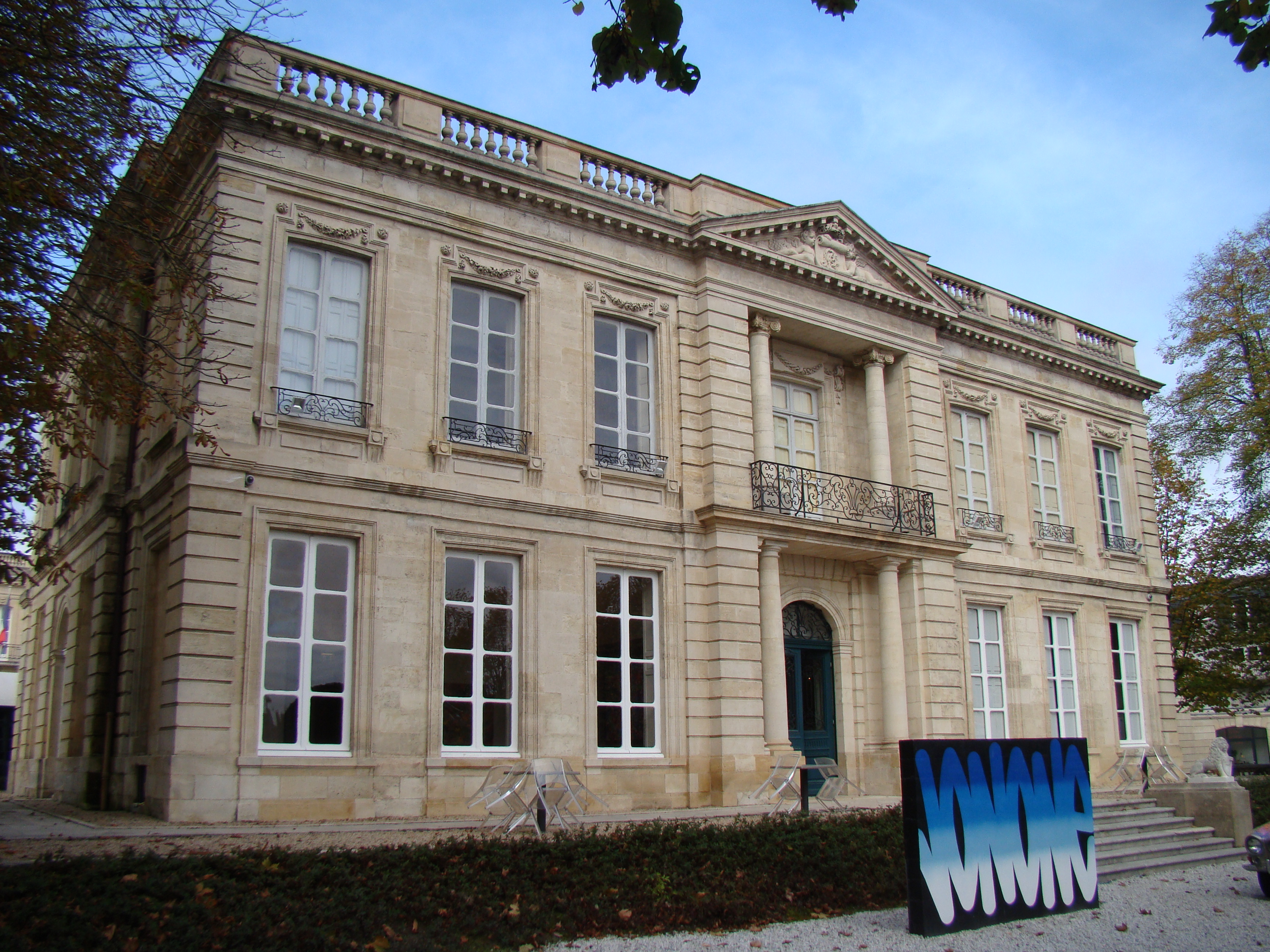
Le château Labottière de Bordeaux.
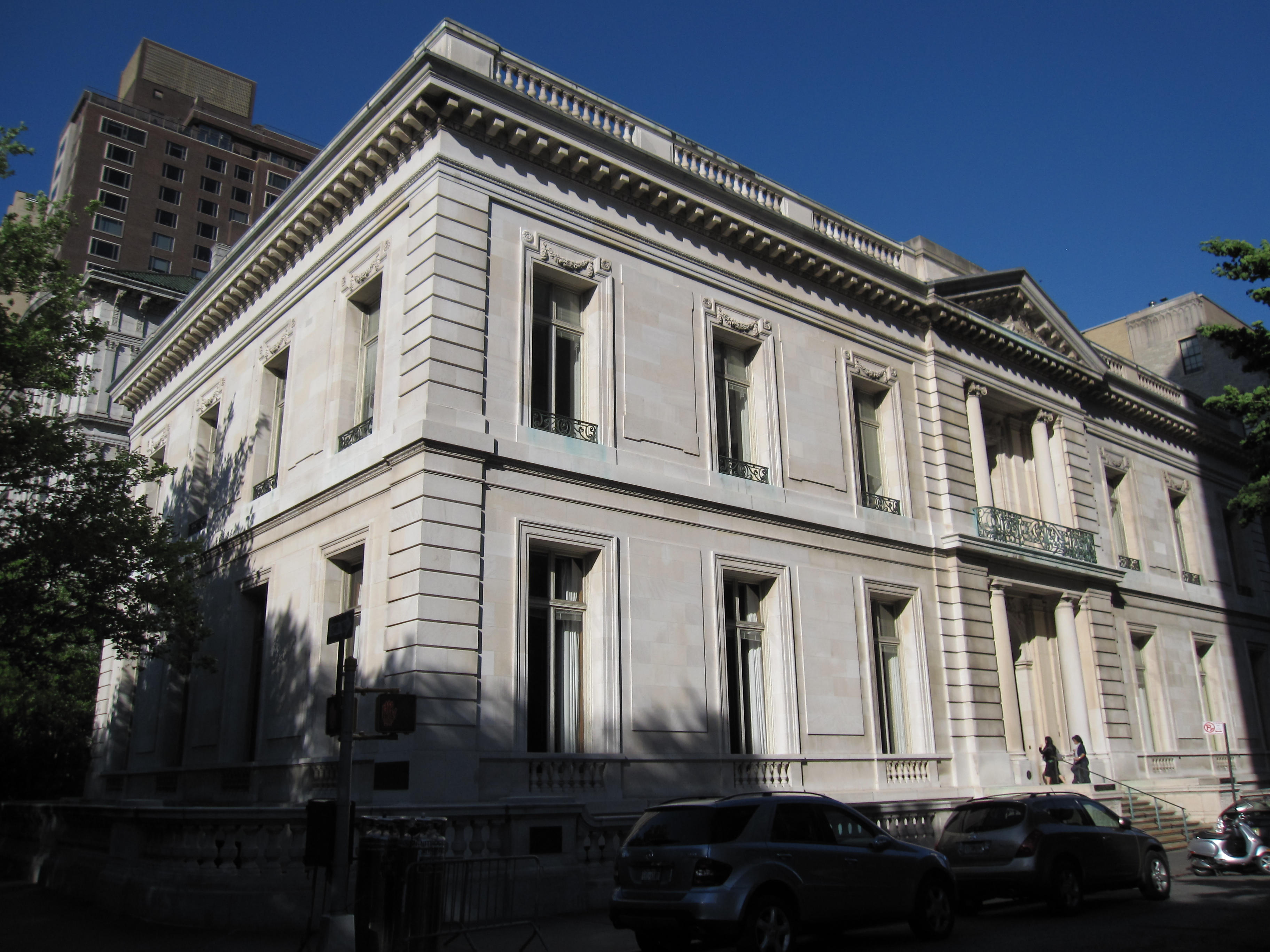
La James Duke House de New York.